# CBERS-2
O CBERS-2 (da série China-Brazil Earth-Resources Satellite), foi um satélite de observação da Terra, resultado de um acordo sino-brasileiro e tecnicamente idêntico ao seu antecessor, o CBERS-1, foi lançado em 21 de outubro de 2003 a partir do Centro de Lançamento de Taiyuan por intermédio de um foguete Longa Marcha 4B. O satélite foi desativado no final de 2007, após o lançamento do seu sucessor, o CBERS-2B.

## Objetivos
Esse satélite foi projetado e lançado com o objetivo de gerar imagens da superfície da Terra, usando equipamentos de sensoriamento remoto. Essas imagens, podem ser usadas nas mais variadas aplicações, como: agricultura, meio ambiente, recursos hidrológicos e oceânicos, florestas, geologia entre outros.

## Características
Esse satélite tem o formato de um cubo com 2 m de aresta. Ele possui um único conjunto de painéis solares ligado a uma de suas faces. 

### Instrumentos
O satélite é composto por dois módulos principais:
O primeiro módulo contém os seus instrumentos de pesquisa e tem instalado 3 câmeras e o repetidor.
- Câmera Imageadora de Alta Resolução denominada de CCD, com resolução espacial de 20 metros, cinco bandas espectrais, e campo de visada de 113 km. Destina-se à observação de fenômenos ou objetos em escala municipal ou regional englobando aplicações em Vegetação, Agricultura, Meio ambiente, Água, Cartografia, Geologia e solos, e Educação. Imagens de uma mesma região são obtidas a cada 26 dias.
- Imageador por Varredura de Média Resolução denominado de IRMSS, tem três bandas espectrais, com 80 metros de resolução espacial, mais uma banda na região do infravermelho termal com 160 metros. A câmera IRMSS além das aplicações da Câmera CCD, presta-se à análise de fenômenos que apresentem alterações de temperatura da superfície, à geração de mosaicos estaduais e à geração de cartas-imagens.
- Câmera Imageadora de Amplo Campo de Visada denominada de WFI, que pode imagear grandes extensões territoriais, de mais de 900 km.
- Repetidor para o Sistema Brasileiro de Coleta de Dados Ambientais.

O segundo módulo contém os equipamentos que asseguram o suprimento de energia, os controles, as telecomunicações e demais funções necessárias à operação do satélite.
O CBERS-2 foi integrado e testado no Laboratório de Integração e Testes do INPE, após acordo para a montagem dos equipamentos chineses no Brasil. O processo de montagem, transcorreu entre 13 de agosto de 2000 e o final de 2001, quando foi enviado à China para a realização de testes acústicos e preparação da campanha de lançamento.

### Propriedades[4]
- Plataforma: Phoenix-Eye 1;
- Massa de lançamento: 1 450 kg (3 200 lb);
- Altura: 1,8 m (5,91 ft);
- Largura: 2,0 m (6,56 ft);
- Comprimento: 2,2 m (7,22 ft);
- Potência de energia: 1 100 watts;
- Geração de energia: Painéis solares fotovoltaicos (2,6 m (8,53 ft) de largura: 6,3 m (20,7 ft) de comprimento);
- Baterias: duas baterias de NiCd (30 Ah);
- Propulsão: Propulsores de hidrazina (16 propulsores de 1 N; 2 propulsores de 20 N);
- Estabilização: 3 eixos;
- Vida útil: 2 anos;
- Comunicação de serviço: Bandas UHF e S;

## Missão
O lançamento do CBERS-2, ocorreu sem problemas em 21 de outubro de 2003, às 03:16 UTC (01:16 no horário de Brasília) por intermédio de um foguete Longa Marcha 4B, partindo do Centro de Lançamento de Taiyuan, na China. O satélite foi desativado no final de 2007, após o lançamento do seu sucessor, o CBERS-2B.

### Especificações orbitais[5][6]
- Referência orbital: Geocêntrica;
- Regime orbital: Heliossíncrona;
- Excentricidade orbital: 0,00003;
- Periastro: 780,0 km (485 mi);
- Apoastro: 780,4 km (485 mi);
- Argumento de periastro: 35,167°;
- Anomalia média: 324,953°;
- Inclinação orbital: 98,391°;
- Período orbital: 100,307 min;
- Revoluções diárias: 14,35592;
- Época: 28 de setembro de 2018, 11:27 UTC;